# Boginja mati
Boginja mati je glavna boginja, označena kot mati ali prednica, bodisi kot utelešenje materinstva in plodnosti bodisi kot izpolnjevanje kozmološke vloge figure ustvarjalca in/ali uničevalca, ki je običajno povezana z Zemljo, nebom in/ali življenjem - dajanje svojih dobrot v materinskem odnosu s človeštvom ali drugimi bogovi. Ko jih v tej zadnji funkciji enačimo z Zemljo ali naravnim svetom, se takšne boginje včasih imenujejo mati zemlja, božanstvo v različnih animističnih ali panteističnih religijah. Boginja zemlje je arhetipsko žena ali ženski dvojnik nebeškega očeta, zlasti v teologijah, ki izhajajo iz protoindoevropske sfere (tj. iz *Dʰéǵʰōm in *Dyēus). V nekaterih politeističnih kulturah, kot je starodavna egipčanska religija, ki pripoveduje mit o kozmičnem jajcu, je nebo namesto tega videti kot nebeška mati ali nebesna mati kot v Nut in Hator, bog zemlje pa velja za moškega, očetovskega in zemeljskega partner, kot pri Ozirisu ali Gebu, ki se je izlegel iz materinskega kozmičnega jajca.